# Гришина Шара
Гри́шина Ша́ра — река на северо-востоке Северного острова Новой Земли. Административно находится в городском округе Новая Земля Архангельской области России. Входит в заповедник Русская Арктика. Длина реки — 27 км.
Река берёт начало у восточного склона ледниковой шапки острова на высоте 340 м над уровнем моря и течёт с запада на восток, впадая в залив Наталии Карского моря.
С высоты 160 м над уровнем моря река течёт по узкому скалистому оврагу.
На всём протяжении принимает несколько притоков, наиболее значительный из которых впадает в реку справа, в 7 км от устья Гришиной Шары.
В устье имеется малый остров.
Бассейн реки на севере и юго-востоке граничит с бассейнами безымянных рек, на юго-западе — с бассейном реки Овражистая.
Названа в 1933 году геологами экспедиции Б. В. Милорадовича в честь работника радиостанции Гриши с мыса Желания, который ошибочно считал реку проливом вроде Маточкина Шара.